# 中延
中延（なかのぶ）は、東京都品川区の地名。現行行政地名は中延一丁目から中延六丁目。住居表示実施済区域。

## 地理
品川区南西部に位置する。町域北部は26号線通り（東京都道420号鮫洲大山線）に接し、これを境に品川区平塚に接する。東部は一丁目・二丁目・三丁目は品川区東中延に接する。また、四丁目・六丁目では第二京浜に接し、品川区豊町・品川区二葉・品川区西大井にそれぞれ接する。南部は大田区北馬込に接する。西部は品川区西中延・旗の台にそれぞれ接する。町域内を荏原文化センター通り、昭和通り、弁天通り、大原通りがそれぞれ通っている。また、地域内を東急池上線と東急大井町線の線路が通っている。
町域内は第二京浜沿いに商業ビルやマンション等の高層建造物、駅周辺に商店街（中延スキップロード、荏原町商店街など）が伸びる他は住宅地として利用される。

## 歴史
平安時代までにはすでに品川道が作られ、東京湾と武蔵国の国府である府中を結ぶ街道が通っていた。
享保15年（1730年）の『本化別頭仏祖統紀』には、13世紀の荏原郡領主荏原義宗が中延郷に居住していたとある。弘治2年（1556年）北条氏康の家人大道寺直政・清水永英により山野が開拓された。永禄2年（1559年）の『小田原衆所領役帳』には「中之部」として見える。
江戸時代には荏原郡中延村。当初全域が天領で、伊奈氏に支配された。その後村内55石が松風十左衛門に与えられたが、1664年（寛文4年）養子の五郎右衛門が殺傷事件を起こして改易され、寺領となった。天領は寛政4年（1792年）の伊奈氏改易後は大貫光豊支配となった。19世紀前半の一時期、下中延村が分立した。
1889年（明治22年）町村制施行により平塚村の大字となる。1932年（昭和7年）より荏原区中延町。また荏原区役所庁舎も同町に設置された。1941年（昭和16年）中延・東中延・西中延などに分割された。1965年（昭和40年）住居表示実施により中延と東中延の一部、西中延三丁目の東急大井町線以南（1233番地）が中延一 - 六丁目に編成された。

### 地名の由来
出典：
鎌倉時代の初期に地理的中心であり、「中央にある平坦な台地」の意味で付けられた説が有力である。他の説としては、次の説がある。
- 間に挟まれたあたりの意である「なかのめ」説。
- 「なか」は寺社の境内の意である説。
- 「のべ」は野のあたりの意である説。

19世紀前半に書かれた『新編武蔵風土記稿』では、ふりがなが「なかのべ」となっている。

### 同潤会荏原普通住宅地
中延二丁目には周囲と異なる街区パターンの住宅地が存在した。これはかつての同潤会荏原普通住宅地であったのだが、大規模マンション（アトラス品川中延）の建設により消滅した。

## 世帯数と人口
2023年（令和5年）1月1日現在（東京都発表）の世帯数と人口は以下の通りである。
| 丁目       | 世帯数    | 人口     |
| ---------- | --------- | -------- |
| 中延一丁目 | 1,201世帯 | 2,055人  |
| 中延二丁目 | 1,626世帯 | 2,889人  |
| 中延三丁目 | 1,021世帯 | 1,712人  |
| 中延四丁目 | 1,984世帯 | 3,373人  |
| 中延五丁目 | 1,769世帯 | 2,868人  |
| 中延六丁目 | 1,759世帯 | 3,012人  |
| 計         | 9,360世帯 | 15,909人 |

### 人口の変遷
国勢調査による人口の推移。
| 年                 | 人口   |
| ------------------ | ------ |
| 1995年（平成7年）  | 14,050 |
| 2000年（平成12年） | 13,780 |
| 2005年（平成17年） | 13,908 |
| 2010年（平成22年） | 14,655 |
| 2015年（平成27年） | 15,543 |
| 2020年（令和2年）  | 16,802 |

### 世帯数の変遷
国勢調査による世帯数の推移。
| 年                 | 世帯数 |
| ------------------ | ------ |
| 1995年（平成7年）  | 6,740  |
| 2000年（平成12年） | 6,895  |
| 2005年（平成17年） | 7,389  |
| 2010年（平成22年） | 8,063  |
| 2015年（平成27年） | 8,759  |
| 2020年（令和2年）  | 9,604  |

## 学区
区立小・中学校に通う場合、学区は以下の通りとなる（2020年4月時点）。
| 丁目       | 番地               | 小学校               | 中学校（2019年度入転学） | 中学校（2020年度入転学） |
| ---------- | ------------------ | -------------------- | ------------------------ | ------------------------ |
| 中延一丁目 | 全域               | 品川区立中延小学校   | 品川区立荏原平塚学園     | 品川区立荏原平塚学園     |
| 中延二丁目 | 1〜7番             | 品川区立中延小学校   | 品川区立荏原平塚学園     | 品川区立荏原平塚学園     |
| 中延二丁目 | その他             | 品川区立延山小学校   | 品川区立荏原平塚学園     | 品川区立荏原平塚学園     |
| 中延三丁目 | 1〜7番 10〜11番    | 品川区立延山小学校   | 品川区立荏原平塚学園     | 品川区立荏原平塚学園     |
| 中延三丁目 | その他             | 品川区立源氏前小学校 | 品川区立荏原平塚学園     | 品川区立荏原第五中学校   |
| 中延四丁目 | 2〜14番 18番〜21番 | 品川区立源氏前小学校 | 品川区立荏原平塚学園     | 品川区立荏原第五中学校   |
| 中延四丁目 | その他             | 品川区立源氏前小学校 | 品川区立荏原第五中学校   | 品川区立荏原第五中学校   |
| 中延五丁目 | 1〜2番 7〜12番     | 品川区立旗台小学校   | 品川区立荏原第五中学校   | 品川区立荏原第五中学校   |
| 中延五丁目 | その他             | 品川区立源氏前小学校 | 品川区立荏原第五中学校   | 品川区立荏原第五中学校   |
| 中延六丁目 | 全域               | 品川区立源氏前小学校 | 品川区立荏原第五中学校   | 品川区立荏原第五中学校   |

## 交通
町域内に東急大井町線荏原町駅、同線と都営浅草線中延駅が置かれている。西部では荏原町駅が、東部では中延駅が利用される（東部の境界にある都営浅草線の中延駅の所在地は隣の東中延になっている）。また、北東部には東中延にまたがり東急池上線荏原中延駅があり、こちらも多く利用されている。また第二京浜などを走っている東急バスも利用可能である。

## 事業所
2021年（令和3年）現在の経済センサス調査による事業所数と従業員数は以下の通りである。
| 丁目       | 事業所数  | 従業員数 |
| ---------- | --------- | -------- |
| 中延一丁目 | 77事業所  | 461人    |
| 中延二丁目 | 156事業所 | 796人    |
| 中延三丁目 | 99事業所  | 607人    |
| 中延四丁目 | 117事業所 | 914人    |
| 中延五丁目 | 167事業所 | 1,115人  |
| 中延六丁目 | 106事業所 | 693人    |
| 計         | 722事業所 | 4,586人  |

### 事業者数の変遷
経済センサスによる事業所数の推移。
| 年                 | 事業者数 |
| ------------------ | -------- |
| 2016年（平成28年） | 812      |
| 2021年（令和3年）  | 722      |

### 従業員数の変遷
経済センサスによる従業員数の推移。
| 年                 | 従業員数 |
| ------------------ | -------- |
| 2016年（平成28年） | 4,259    |
| 2021年（令和3年）  | 4,586    |

## 施設
- 品川区立荏原文化センター（旧・荏原区役所→品川区役所荏原支所跡地。）
- 荏原税務署
- 品川区立立会川公園
- 品川区立中延小学校
- 品川区立源氏前小学校
- 品川区立中延みちしるべ防災広場 - 品川道の道標が設置されている[5]。
- 社会福祉法人 三徳会 特別養護老人ホーム・成幸ホーム
- リアルカンパニー

## 出身・ゆかりのある人物
- 宮野作太郎、宮野清太郎、宮野武男、宮野留二郎、宮野初五郎、宮野芳太郎（地主）[19]

## その他

### 日本郵便
- 郵便番号 : 142-0053[3]（集配局 : 荏原郵便局[20]）。